# 寬額裸棘杜父魚
寬額裸棘杜父魚，為輻鰭魚綱鮋形目杜父魚亞目杜父魚科的其中一種，為溫帶海水魚，分布於北太平洋日本北海道東部至白令海海域，棲息深度15-450公尺，體長可達29公分，棲息在底層水域，生活習性不明。

## 扩展阅读
維基物種上的相關：寬額裸棘杜父魚